# خاندوکر محمد نورالنبی
خاندوکر محمد نورالنبی (انگلیسی: Khandoker Mohammad Nurunnabi; ۳۱ ژوئیهٔ ۱۹۴۶ – ۸ دسامبر ۲۰۱۶) سرلشکر نیروی زمینی بنگلادش و بازیکن تیم ملی فوتبال پاکستان بود. وی در جنگ آزادی‌بخش بنگلادش در سال ۱۹۷۱ حضور داشته است.